# جوديث رايت
جوديث رايت (بالإنجليزية: Judith Wright)‏ (1915 -2000م). شاعرة أسترالية وزعيمة الشعر الأسترالي فيما بعد الحرب العالمية الثانية. قضت معظم حياتها في الريف، ولشعرها جذور عميقة فيه.
قصيدتها أجيال من الرجال (1959م)، هي سيرة حياة تاريخية استندت فيها إلى التاريخ الريادي لأسرتها. الحلقة الأخرى في هذا التاريخ هي البكاء للموتى (1981م)، والتي تعطينا خلفية عن أثر تربية الأغنام على السكان الأصليين، والمناطق الطبيعية في أستراليا. وكتبت رايت مجموعة من القصص القصيرة، منها طبيعة الحب (1966م)، وعددًا من الكتب للأطفال، والكثير من المقالات النقدية والاستعراضات الأدبية. انشغال الفكر في الشعر الأسترالي (1965م)، هي إحدى الدراسات المهمة التي قامت بها الشاعرة. ولأنني دعيت (1975م)، مجموعة من المقالات كتبتها رايت.
برزت شهرة رايت عند صدور كتابها الشعري الأول الصورة المتحركة (1946م)، ويحتوي هذا الكتاب على أشعارها المعروفة مثل «بَلْكي»، و«إلى الجنوب من أيامي»، و«خاتم بورا». وتضم كتبها الأخرى امرأة لرجل (1949م)؛ البوابة (1953م)؛ الناران (1955م)؛ الطيور (1962م)؛ النصف الآخر (1966م)؛ عائش (1973م)؛ الربع الأخير؛ أشعار أخرى (1976م)؛ أشعار مجمعَّة (1971م)، وأشعار مختارة هي الشجرة المضاعفة (1978م). وقد نشرت أعمالها في طبعات، وضمن مجموعات شعرية متعددة.
وتُعَد جوديث رايت، واحدة من مجموعة صغيرة من الشاعرات الأسترالـيَّات. وهي شخصية جديرة بالاهتمام للنواحي الأنثوية في بعض مقطوعاتها الشعرية، ولاهتمامها العميق بالأفق الأسترالي الطبيعي حديثًا وقديمًا. وتمتلك رايت أسلوبًا مفعمًا، غنيًا بالصور. وهناك سعي في كل قصائدها لفهم الأعماق التي تحرك التفكير والعمل الإنساني. وتمزج رايت في أشعارها بين رشاقة الغناء والدقة الفكرية. وقد قال أحد النقاد إنها تحقق التعرف بالأرض الأُسترالية، معبرة عن نفسها من خلال علاقتها بالبيئة. ويظهر في شعر رايت إحساسً حارٌّ بالزمن وعلاقته بعمر الإنسان، وزواله، والذكريات، والتاريخ. واهتمام رايت بالزمن بعيد عن التشاؤم. وتعلق رايت في كثير من أشعارها على ما يدين به الناس، وبخاصة الأستراليين، للتاريخ.
ففي الصورة المتحركة نرى رايت قوية التأثير، في تحليل الصورة المتحركة الأزلية. وهي ترى أستراليا شابة متقدمة، ولكنها أيضًا أرض ضاربة في التاريخ.
وُلِدت جوديث أرندل رايت قرب أرميدالي في نيوساوث ويلز، حيث كانت عائلتها من رعاة الأغنام. وتلقت تعليمها في مدرسة بنات نيوإنجلاند وجامعة سيدني. وقد مات زوجها ج. ب. ماكيني عام 1967م. لرايت ابنة واحدة.
من أعظم ما شاركت رايت فيه بعمق عبر مشوار حياتها هو حركة الحفاظ على البيئة في أستراليا. وقد اختيرت رايت عضوًا مدى الحياة في مؤسسة الحفاظ على البيئة في أستراليا عام 1981م. في أرض المعركة المرجاني (1977م)، تقدم رايت وصفًا للقتال بين حماة البيئة وصناعة النفط على حوائط الشعب المرجانية في كوينزلاند. ويفحص كتابها نحن نطالب باتفاقية (1985م)، العلاقة بين المواطنين الأستراليين الأصليين والأوروبيين، بالإضافة إلى المركز القانوني للمواطنين الأستراليين الأصليين.

## روابط خارجية
- جوديث رايت على موقع الموسوعة البريطانية (الإنجليزية)
- جوديث رايت على موقع ميوزك برينز (الإنجليزية)
- جوديث رايت على موقع إن إن دي بي (الإنجليزية)
- جوديث رايت على موقع ديسكوغز (الإنجليزية)